# Cantone di Saint-Mathieu
Il Cantone di Saint-Mathieu era una divisione amministrativa dell'arrondissement di Rochechouart.
A seguito della riforma approvata con decreto del 20 febbraio 2014, che ha avuto attuazione dopo le elezioni dipartimentali del 2015, è stato soppresso.

## Composizione
Comprendeva i comuni di:
- La Chapelle-Montbrandeix
- Dournazac
- Maisonnais-sur-Tardoire
- Marval
- Pensol
- Saint-Mathieu